# Gehyra fehlmanni
Espèce
Synonymes
- Peropus fehlmanni Taylor 1962

Gehyra fehlmanni est une espèce de geckos de la famille des Gekkonidae.

## Répartition
Cette espèce se rencontre en Thaïlande et au Viêt Nam.
Sa présence est incertaine au Cambodge.

## Étymologie
Cette espèce est nommée en l'honneur d'Herman Adair Fehlmann (1917–2005).

## Publication originale
- Taylor, 1962 : New oriental reptiles. University of Kansas science bulletin, vol. 43, n. 7, p. 209-263 (texte intégral).